# Tarenna dallachiana
Tarenna dallachiana är en måreväxtart som först beskrevs av Ferdinand von Mueller och George Bentham, och fick sitt nu gällande namn av Spencer Le Marchant Moore. Tarenna dallachiana ingår i släktet Tarenna och familjen måreväxter.

## Underarter
Arten delas in i följande underarter:
- T. d. dallachiana
- T. d. expandens